# Peter Rutz
Peter Rutz (* 5. Oktober 1941 in Lichtensteig) ist ein Schweizer Philosoph.

## Leben
Peter Rutz studierte Mathematik an der ETH Zürich und Philosophie an der Université de Fribourg, wo er 1970 bei Joseph Maria Bocheński zum Dr. phil. promoviert wurde. Ab 1973 absolvierte er in Rom und Pamplona das Studium der Theologie, das er mit einer Doktorarbeit im Fachbereich Bibeltheologie abschloss. Nach der Priesterweihe 1975 war er von 1984 bis 1991 in Herz Jesu (Zürich-Oerlikon) und anschliessend bis 2000 als Regens am Priesterseminar St. Luzi. Von 1995 bis 2011 war er Professor für Philosophie und Geschichte der Philosophie an der Theologischen Hochschule Chur. Außerdem war er von 2002 bis 2022 Regionalvikar der Prälatur des Opus Dei in der Schweiz.

## Schriften (Auswahl)
- Zweiwertige und mehrwertige Logik. Ein Beitrag zur Geschichte und Einheit der Logik. München 1973, ISBN 3-431-01515-8.